# Тулун
Тулу́н — город (с 1927) в Иркутской области России.
Административный центр Тулунского района (в который не входит). Образует Городской округ город Тулун.
Население — 37 842 чел. (2022).

## Этимология
Советский специалист в области топонимики и картографии, доктор географических наук, профессор Евгений Михайлович Поспелов в монографии «Географические названия России. Топонимический словарь: более 4000 названий географических объектов России» (ISBN 978-5-17-054966-5) указывает, что «тулун» происходит от якутского «толон» — долина.
Существует также версия, что название происходит от бурятского «тулам» — «кожаный мешок»: город получил это название из-за расположения в изгибе реки, огибающей его как мешок.

## История

### XVIII век
Точных сведений о дате основания Тулуна нет. Известно лишь, что небольшое поселение из десятка дворов у реки Ии существовало уже в начале XVIII века.
Первое письменное упоминание о Тулуне принадлежит перу известного ученого, естествоиспытателя, натуралиста, ботаника Иоганна Георга Гмелина, посетившего Тулун в 1735 году в составе академического отряда II Камчатской экспедиции, о чём сохранилась запись в его путевых заметках: 

3 марта 1735 года ещё до обеда, в 8 часов утра, мы прибыли из Удинска в деревню Тулун, после того как проехали по редкому, большей частью, сосновому лесу. Эта деревня лежит на реке Ия, в ней около 10 домов и управляется она из Илимска— Сибирский архив, 10 октября 1915 г., № 10, стр. 45
 В 1730—1743 годы деревня Тулуновская входила в состав Илимского уезда. Жители деревни в основном являлись выходцами из илимских волостей. К 1745 году население Тулуна составило 297 душ мужского пола.
После строительства Московского тракта, проложенного в 1762 — 1774 годах, начался приток переселенцев в Тулун. Ямщицким промыслом в последующие годы в Тулуне занималось около 200 семейств, возникли постоялые дворы, для переправы через реку Ия был сооружен паром. Вдоль тракта возникают пересыльные пункты, почтовые станции. 

### XIX век
В XIX веке строится Братский тракт, затем железная дорога, что послужило мощным толчком к бурному развитию села Тулун. Во второй половине XIX века Тулун становится видным торговым селом. В Тулуне проживает до 7 тысяч жителей, действуют более 70 торговых заведений, 2-классное мужское и 1-классное женское училища, богадельня, приемный покой и врачебный пункт, вольная аптека, сельская пожарная дружина, волостное правление Тулуновской волости.
В конце XIX века в связи со строительством Транссибирской железной дороги стала развиваться промышленность. В 1897 году в Тулун прибыл первый поезд. На станции Нюра была начата добыча угля. В городе функционировал кирпичный, лесопильный заводы, паровая мукомольная мельница, сапожные и швейные мастерские. В начале XX века был открыт Тулуновский казённый винный склад, работал винокуренный завод. В дореволюционном бурно развивавшемся Тулуне дружно проживали представители различных национальностей — русские, украинцы, буряты, евреи, китайцы, цыгане, поляки, выходцы с Кавказа и из Средней Азии.

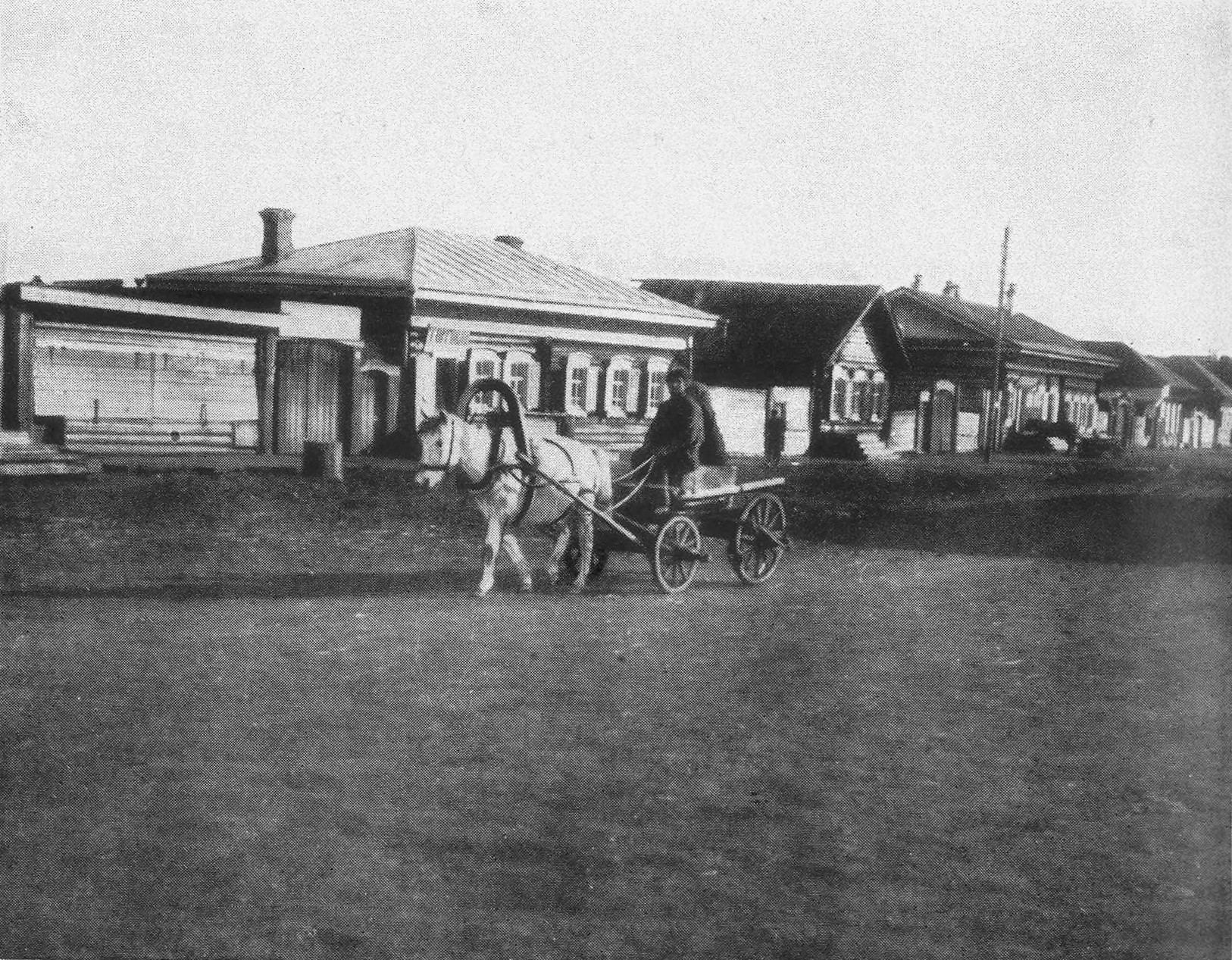
Улица в Тулуне, 1913

### XX век
В 1922 году Тулуну присваивается статус города, но через два года он вновь становится поселением.
Вечером 13 мая 1922 года крупный пожар уничтожил: больницу, мельницу, аптеку, заготовительную контору, государственный магазин, здание милиции и политбюро, почту и телеграф.
В 1926 году Тулун становится административным центром вновь созданного Тулуновского округа. Он тогда объединял Нижнеудинский, Братский, Нижнеилимский, Тулунский, Куйтунский, Кимильтейский и Зиминский районы. С 1927 года за Тулуном окончательно утверждается статус города.
Мощное промышленное развитие Тулуна возобновилось в 1950-х годах и продолжалось вплоть до начала 1990-х годов. За этот период в городе были построены гидролизный, стекольный, авторемонтный и электромеханический заводы. Расширены и модернизированы маслодельный и водочный заводы, мясокомбинат, кондитерская и швейная фабрики, типография. На Тулунской селекционной станции были выведены десятки районированных сортов различных сельскохозяйственных культур, среди которых знаменитая пшеница «Скала» и «Тулунская-12».
16 июля 1960 года Тулун получил статус города областного подчинения.
В окрестностях Тулуна сформировался второй по величине углепромышленный район Приангарья (до этого угледобывающая промышленность была сосредоточена только в Черемхово). Начали работать Азейский и Тулунский разрезы, позднее был введен в строй крупнейший в регионе Мугунский разрез. Миллионы тонн тулунского угля ежегодно отправлялись на энергопромышленные и коммунальные предприятия Иркутской области и за её пределы.

## География
Тулун расположен на Иркутско-Черемховской равнине, в лесостепной полосе предгорий Восточного Саяна, на реке Ие, притоке реки Оки (бассейн Ангары). Территория города представляет собой холмисто-увалистую равнину, сформированную эрозионной деятельностью реки Ии и её притоков.
Муниципальное образование «Город Тулун» на всём своём протяжении своей границы окружено землями Тулунского муниципального района.

### Транспорт
Тулун располагается на Транссибирской железнодорожной магистрали, в пределах города действуют станции ВСЖД Тулун и Нюра, а также два остановочных пункта. Через Тулун проходят автомобильные дороги федерального значения М53 Красноярск — Иркутск и «Витим» Тулун — Братск — Усть-Кут и далее на Якутск, он является узлом автодорог местного значения, обеспечивающих сообщение с населенными пунктами на территории района. Расстояние до ближайшего крупного города Братска составляет 225 км по автомобильной дороге, до областного центра — 389 км по железной и 428 км — по автомобильной дороге.
Особенности экономико-географического положения Тулуна определяются хорошей транспортной доступностью по отношению к другим городам Иркутской области и регионам Российской Федерации. Выгоды транспортно-географического положения связаны с размещением на Транссибирской железнодорожной магистрали, расположением узла автомобильных дорог федерального и местного значения.

### Климат
Климат территории Тулунского района резко континентальный с холодной продолжительной зимой и коротким относительно жарким летом. В любой сезон года возможны резкие изменения погоды, переход от тепла к холоду, резкие колебания температуры воздуха от месяца к месяцу, от суток к суткам и в течение суток.
Температура воздуха
Температурный режим района обусловлен характером атмосферной циркуляции. Существенное влияние на температурный режим оказывает континентальность климата. Это проявляется в резко выраженном различии зимних и летних значений температур воздуха, а также контрастных суточных температурах воздуха.
Среднегодовая температура воздуха имеет отрицательное значение (минус 2,4 °C). Период с отрицательными среднемесячными температурами воздуха продолжается с октября по апрель. Январь — самый холодный месяц (его среднемесячная температура воздуха минус 22,5 °C). Абсолютный минимум так же наблюдался в январе — минус 55 °C. Столь низкие температуры воздуха обусловлены сильным выхолаживанием приземного слоя воздуха в условиях преобладания в зимний период антициклонической погоды.
Наряду с низкими температурами воздуха в зимние месяцы могут наблюдаться оттепели с максимальной температурой порядка 1 — 8 °C. Однако, оттепели зимой явление редкое и кратковременное. Наиболее высокие температуры воздуха наблюдаются в июле (его среднемесячная температура воздуха плюс 17,1 °C). Абсолютный перепад температуры превышает 91°, а амплитуда среднемесячных температур равняется около 40°, по новой норме 39,6°.
Осадки
На рассматриваемой территории характер распределения осадков определяется особенностями общей циркуляции атмосферы и орографическими особенностями территории.
В целом по району за год выпадает 356 мм. Основное количество выпадает с мая по сентябрь, и годовая сумма осадков на 77,0 % складывается из осадков теплого периода. Зимняя циркуляция над рассматриваемой территорией в основном не имеет характера фронтальной, а представляет собой преимущественно устойчивый перенос охлажденного и сухого континентального воздуха, обусловливающий преимущественно ясную с небольшим количеством осадков (70—80 мм) погоду.
В годовом ходе осадков минимум наблюдается в феврале — марте, максимум приходится на июль. В июле выпадает в среднем 97 мм. Суточный максимум осадков обеспеченностью Р = 1 % составляет по метеостанции Тулун 101 мм. В летний период осадки носят как обложной, так и ливневый характер. Отмечаются грозы, возможно выпадение града.
Для рассматриваемой территории характерно возникновение туманов Наибольшее число дней с туманом фиксируется в июле. За год отмечается в среднем 38 дней.
Снежный покров
Общее количество выпадающих зимой твердых осадков невелико. В связи с этим средняя максимальная высота снежного покрова относительно небольшая, она не превышает 35 см для защищенного от ветра участка местности.
В отдельные зимы высота снега может достигать 62 см.
Длительная безоттепельная зима способствует сохранению твердых осадков и образованию устойчивого снежного покрова. Устойчивый снежный покров в основном образуется в конце октября. Дата образования устойчивого снежного покрова, так же как и дата его появления, из года в год сильно колеблются в зависимости от погодных условий, определяемых особенностями атмосферной циркуляции предзимнего периода. Наиболее интенсивный рост снежного покрова с момента появления снега происходит до конца декабря. В январе — феврале за счет, как уплотнения снежного покрова, так и незначительного количества выпадающих в этот период осадков, высота снега существенно не увеличивается. Наибольшей величины снежный покров достигает в конце февраля — начале марта.
Разрушаться снежный покров начинает в основном в середине второй декады марта. В начале апреля обычно отмечается полный сход снега. В отдельные годы дата схода снежного покрова может смещаться на месяц — назад (если наблюдается очень теплая зима) и вперед (если отмечается очень холодная весна). Снежный покров обычно держится около 6 месяцев.
Ветер
Среднегодовая скорость ветра составляет 2,5 м/с.
Особенности физико-географического положения территории и атмосферной циркуляции обусловливают ветровой режим района изысканий. В холодный период года над большей частью Восточной Сибири устанавливается область высокого давления воздуха — Сибирский антициклон, поэтому здесь преобладает малооблачная погода со слабыми ветрами.
В зимний период при антициклоническом характере погоды над рассматриваемым районом наблюдается большая повторяемость штилей. В январе, феврале она составляет 42 %. Для рассматриваемой территории характерна и метелевая деятельность, которая обусловлена вторжением арктических масс, как правило, полярных циклонов. Метели наблюдаются в течение всего холодного периода. В декабре, январе средняя продолжительность метелей наибольшая. Преобладающим направлением в течение года является ветер юго-восточного направления (повторяемость 32,33 %). Для теплого и холодного периодов так же характерно преобладание северо-западного направления. Максимальная средняя скорость ветра зимой 3,6 м/с, летом 3 м/с. Наибольшая скорость ветра 1 раз в год может достигать 18 м/с, в 5 лет — 22 м/с, в 15 лет — 25 м/с. Наиболее ветреные месяцы апрель и май — до 3,4 — 3,5 м/с.

### Рельеф
Рельеф территории обусловлен преимущественно слабой эрозионной расчленённостью спокойно залегающих юрских и ордовикских осадочных пород.
В пределах распространения слабоустойчивых к выветриванию юрских отложений наблюдаются сглаженные, плоские формы рельефа — водоразделы и пологие склоны, перекрытые элювиальными и делювиальными отложениями значительной мощности. На поверхностях пологих склонов встречаются заболоченные понижения, а севернее и восточнее железнодорожной станции прослеживается обширное заболоченное понижение — Анганорская низменность.

### Геологическое строение
В геологическом строении района принимают участие осадочные и изверженные породы.
Осадочные породы представлены комплексом отложений ордовикской, юрской и четвертичной систем.
Изверженные породы — траппы, прорывают толщу осадочного комплекса и предположительно относятся к триасу.
Отложения ордовикской системы усть-кутской свиты (О1ик) представлены сложно переслаивающимися аргиллитами, алевролитами, известняками, песчаниками и глинистыми сланцами. На территории города отложения ордовика на поверхность не выходят. Максимальная мощность отложений ордовикской системы достигает 300 м.
Отложения юрской системы черемховской свиты (J2cr) с резким угловым несогласием залегают на размытой поверхности ордовика. Для толщи юрских отложений характерна резкая смена фаций как по повертикали, так и по простиранию, невыдержанность пластов и горизонтов, частое выклинивание.
Юрские отложения представлены кварцевыми песчаниками, алевролитами, аргиллитами, сланцами и глинами. Верхняя часть толщи содержит прослои бурых и каменных углей промышленной мощности, нижняя часть мощностью 40—50 м является безугольной. Общая мощность юрских отложений составляет 120 м.
Наряду с осадочными породами в пределах исследуемого района наблюдается широкое распространение изверженных пород основного состава: долеритов и долеритовых порфиритов, известных под собирательным термином «сибирские траппы». Траппы слагают участки с резкими формами рельефа. Их выходы наблюдаются в долине р. Ии.
Мощность трапповых интрузий достигает 110 м. Это плотная массивная порода является титаносодержащей.
Четвертичные отложения пользуются широким развитием. Они представлены элювиально-делювиальными образованиями на водоразделах и аллювиальными отложениями в долинах рек.
Элювиально-делювиальные образования (е-d Q2-4) имеют значительное распространение. Состав этих отложений находится в тесной связи с литологией подстилающих коренных пород. Представлены они глинами, суглинками, супесями и, реже, песками.
Мощность элювиально-делювиальных отложений зависит от крутизны склонов. На крутых склонах она незначительна, а у их основания и на полого наклоненных поверхностях достигает 5—7, а иногда и 12 м.
Аллювиальные отложения охватывают современный и верхнечетвертичный отделы. Современный отдел представляют русловые и пойменные образования (a Q4). Верхнечетвертичный отдел — отложения надпойменных террас (a Q31, a Q32, a Q33).
Русловой аллювий долины р. Ия слагают, в основном, песчано-галечниковые грунты. Мощность их изменяется от 0,5 до 4,0 м. Мощность гравийно-галечниковых образований в пойменных отложениях р. Ии составляет 8—17 м.
I и II надпойменные террасы сложены суглинисто-супесчаными грунтами, песками разной крупности, подстилаемыми гравийно-галечниковыми отложениями. Мощность аллювия составляет 6-8 м, а II — 10—12 м.
Аллювиальные отложения III надпойменной террасы представлены суглинками, подстилаемыми глинами с прослойками песка и включением гравия и гальки. Мощность аллювия III надпойменной террасы составляет преимущественно 12—13 м.

## Наводнения
В 1984 году в городе произошло наводнение, в зоне затопления оказались триста жилых домов.
В июне 2006 года после длившихся почти неделю дождей уровень воды в реке Ие существенно поднялся. Были подтоплены жилые дома, располагавшиеся по берегам реки, а также участок федеральной автодороги Р-255 и мост через ручей Тулунчик. Жертвой стихии стал один человек.
В 2007—2008 годах по берегам реки Ии были отсыпаны дамбы высотой 2,5-3 м.
В июне 2019 года произошло очередное наводнение. Уровень воды в реке Ия, снова начал расти и 28 июня достиг отметки 1389 см (критическая отметка — 700 см). Дамбы, отсыпанные за несколько лет до этого, оказались неспособны уберечь жилые дома от затопления. Всего вода затронула 887 домов, где проживал 1771 человек.
По состоянию на 9 июля наводнение унесло жизни 23 человек, ещё девять числились пропавшими без вести.

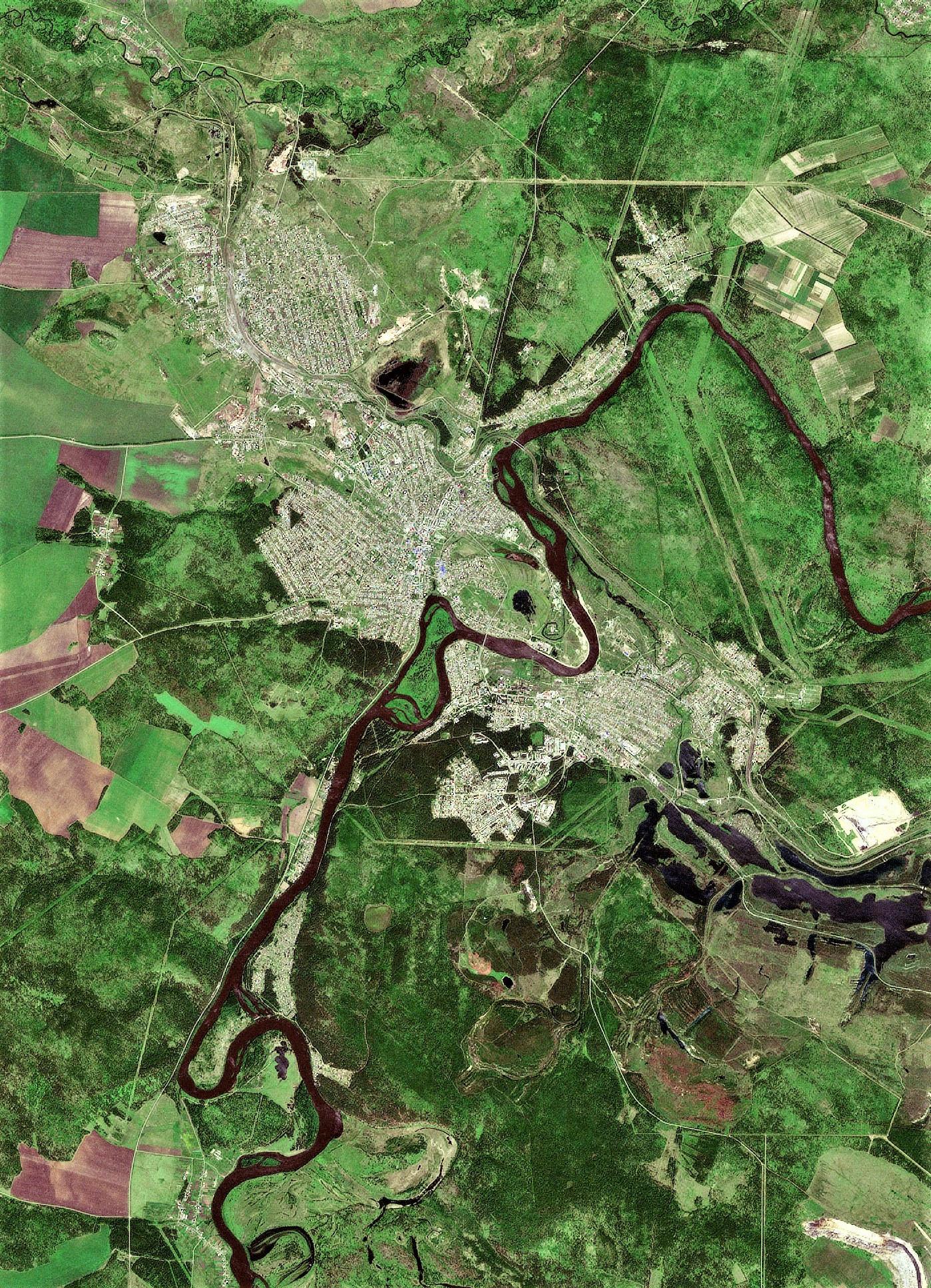
Космический снимок Тулуна 19 июня 2019 года до наводнения
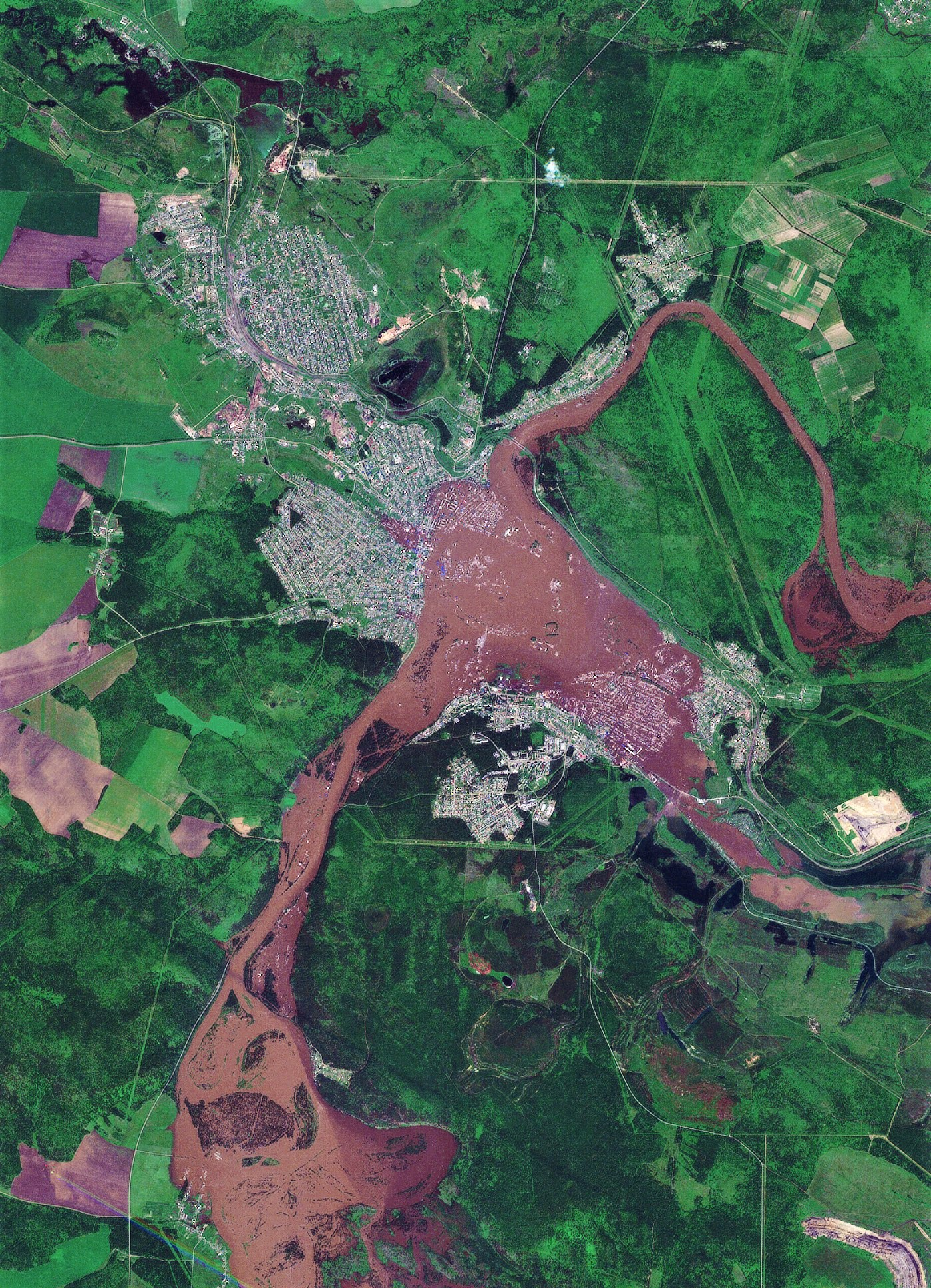
Космический снимок Тулуна 29 июня 2019 года в пик наводнения

## Органы власти
Структуру органов местного самоуправления города составляют:
- Дума городского округа (Дума города) — представительный орган муниципального образования — «город Тулун»;
- Мэр городского округа (мэр города) — глава муниципального образования — «город Тулун»;
- Администрация городского округа (администрация города) — местная администрация муниципального образования — «город Тулун»[14];
- Контрольно-счетная палата городского округа (Контрольно-счетная палата города) — контрольно-счетный орган муниципального образования — «город Тулун».

## Население
| 1897    | 1926    | 1931    | 1939    | 1959    | 1967    | 1970    | 1973    | 1976    | 1979    |
| ------- | ------- | ------- | ------- | ------- | ------- | ------- | ------- | ------- | ------- |
| 2000    | ↗6000   | ↗7400   | ↗28 000 | ↗41 783 | ↗48 000 | ↗49 440 | ↗50 000 | ↗51 000 | ↗51 770 |
| 1982    | 1986    | 1987    | 1989    | 1992    | 1996    | 1998    | 2000    | 2001    | 2002    |
| ↗53 000 | ↗55 000 | ↗56 000 | ↘52 903 | ↗53 800 | ↘53 700 | →53 700 | ↘53 200 | ↘52 800 | ↘51 848 |
| 2003    | 2005    | 2006    | 2007    | 2008    | 2009    | 2010    | 2011    | 2012    | 2013    |
| ↘51 800 | ↘50 100 | ↘49 400 | ↘48 600 | ↘47 800 | ↘47 266 | ↘44 611 | ↘44 497 | ↘43 865 | ↘42 961 |
| 2014    | 2015    | 2016    | 2017    | 2018    | 2019    | 2020    | 2021    |         |         |
| ↘42 336 | ↘42 029 | ↘41 987 | ↘41 671 | ↘41 640 | ↘41 279 | ↘39 671 | ↘38 440 |         |         |

На 1 января 2025 года по численности населения город находился на 400-м месте из 1124 городов Российской Федерации.

## Инфраструктура
Экономика
- Тулун — крупный центр лесной промышленности[36].
- Угольные разрезы: Тулунский, Мугунский, Азейский (Тулунский закрыт, Мугунский и Азейский продолжают работать, добывая в активный период до 25 тысяч тонн угля в сутки.

Школы
- Средняя общеобразовательная школа № 1;
- Средняя общеобразовательная школа № 2;
- Средняя общеобразовательная школа № 4;
- Средняя общеобразовательная школа N 5;
- Средняя общеобразовательная школа № 6;
- Средняя общеобразовательная школа № 19;
- Средняя общеобразовательная школа № 25;
- Школа-интернат № 28;
- Средняя общеобразовательная школа N 20 «Новая Эра»;

Центры дополнительного образования
- ЦРТДиЮ «Кристалл».

Среднее профессиональное образование
- Аграрный техникум;
  - Профессиональное училище № 4 (четвёртое отделение аграрного техникума);
- Педагогический колледж;
- Медицинский колледж.

Культура
Тулунский краеведческий музей им. П. Ф. Гущина. Образован 24 августа 1963 года на базе народного музея, основанного в 1957 году в Тулунском педагогическом училище педагогом Павлом Фёдоровичем Гущиным. В 1998 году музей получил его имя.

## Банки
В настоящий момент в городе работают следующие банки:
- Почта Банк,
- ВТБ,
- Сбербанк,
- Азиатско-Тихоокеанский банк,
- Россельхозбанк,
- Совкомбанк.

## Спорт
В городе Тулуне активно развиваются 9 видов спорта:
- хоккей с шайбой. Данный вид спорта представлен клубами ДСК «Уголёк», ДСК «Олимпиец», ДСК «Старт», СК «Химик», СК «Шахтёр»;
- футбол. Данный вид спорта представлен клубами ДСК «Уголёк», ФК «Горняк», ФК «Юность», ДСК «Старт», ФК «Локомотив»;
- мини-футбол. ФК «Горняк» — победитель и призёр многочисленных соревнований области;
- бокс;
- пауэрлифтинг;
- вольная борьба;
- рукопашный бой, кикбоксинг.
- легкая атлетика
- волейбол.
- Бассейн «Дельфин»
  - ВК «Шахтёр» — победитель и призёр многочисленных соревнований области[источник не указан 2784 дня];

## СМИ

### Местное телевидение
Аналоговое вещание обязательных общедоступных телерадиоканалов в Иркутской области отключено 3 июня 2019 года
- В Кабельных сетях на канале «ТТВ / Тулунское телевидение» : «Че!» / Тулунское телевидение и «Продвижение» / Тулунское телевидение

| Твк | Частота | Название      |
| --- | ------- | ------------- |
| 27  | цифра   | РТРС-1 (1 мп) |
| 35  | цифра   | РТРС-2 (2 мп) |

### Цифровое эфирное телевидение
весь 21 канал для мультиплекса РТРС-1 и РТРС-2; Пакет радиоканалов включает: Вести FМ, Радио Маяк, Радио России/Иркутск.
- Пакет телеканалов РТРС-1 (телевизионный канал 27, частота 522 МГц) включает: «Первый Канал», «Россия 1 / ГТРК Иркутск», «Матч ТВ», «НТВ», «Пятый Канал», «Россия К», «Россия 24 / ГТРК Иркутск», «Карусель», «ОТР», «ТВЦ».
- Пакет телеканалов РТРС-2 (телевизионный канал 35, частота 586 МГц) включает: РЕН ТВ, Спас, СТС, Домашний, ТВ-3, Пятница!, Звезда, Мир, ТНТ, МУЗ-ТВ.

- Обязательные общедоступные региональные телеканалы («21-я кнопка»): телекомпании «АИСТ»

### Радиостанции
- 66.74 УКВ — Радио России / ГТРК Иркутск (Молчит)
- 68,36 УКВ — Радио Маяк (Молчит)
- 87,5 FM — Радио МCМ
- 91,6 FM — Европа Плюс
- 100,0 FM — Авторадио
- 100,5 FM — Радио Голос Ангары
- 100,9 FM — Ретро FM
- 101,9 FM — Хит FM
- 102,8 FM — Радио Шансон
- 103,4 FM — Тулун FM
- 103,8 FM — Юмор FM
- 105,2 FM — Радио Родных Дорог
- 106,3 FM — Радио России / ГТРК Иркутск
- 106,8 FM — Русское радио
- 107,2 FM — Наше радио

## Связь

### Мобильная связь
В городе функционируют пять операторов сотовой связи:
- «Tele2»
- «МТС»
- «Билайн»
- «Мегафон»
- «Yota».